# 2011年度叱咤樂壇流行榜頒獎典禮得獎名單
2011年度叱咤樂壇流行榜頒獎典禮由香港商業電台舉辦，於2012年1月1日晚上八時在灣仔香港會議展覽中心 Hall 5BC 舉行。

## 特色
是次頒獎禮以後台為題，意思為把舞台背後的每一個喜悅時刻分享開去，更深層次的意義是歌頌樂壇一眾幕後功臣為我們貢獻的一切。頒獎禮邀請台灣歌手盧廣仲到場表演，及頒發叱咤樂壇至尊唱片大獎。

## 直播和轉播

### 直播
- 叱咤903——聲音直播。
- Hong Kong Toolbar——網上視頻直播。[1]
- 手機程式 叱咤樂壇流行榜頒獎典禮（HTC android 用戶）、my903 FORUM app / Hong Kong Toolbar（iPhone用戶）——視頻直播[2][3]

### 轉播
- 無綫電視翡翠台——當晚11時25分至翌日凌晨3時25分轉播。
- 雷霆881——聲音轉播。
- Hong Kong Toolbar——網上重溫。
- 手機程式 叱咤樂壇流行榜頒獎典禮——視頻重溫

## 記者招待會
記者招待會於 2011年11月4日下午2時在九龍灣國際展貿中心舉行。出席歌手包括：陳奕迅、方大同、周柏豪、楊千嬅、薛凱琪及吳雨霏等。

## 「我最喜愛的」投票
本年度叱咤樂壇流行榜頒獎典禮之「我最喜愛的男、女歌手、組合」獎項經由香港聽眾透過Hong Kong Toolbar進行投票，而「我最喜愛的歌曲」獎項經由全球聽眾透過騰訊微博專頁進行投票。

### 「我最喜愛的男、女歌手、組合」投票
第一階段（2011年11月16日中午12時至11月22中午12時）從本年度903專業推介曾上榜之男、女歌手、組合中選出最後五強進入第二階段。
- 我最喜愛的男歌手 最後七強（電台最後更新版本）
  - 方大同、古巨基、周柏豪、周國賢、陳奕迅、張敬軒、蘇永康
- 我最喜愛的女歌手 最後七強（電台最後更新版本）
  - 王菀之、何韻詩、吳雨霏、容祖兒、楊千嬅、薛凱琪、謝安琪
- 我最喜愛的組合 最後七強（電台最後更新版本）
  - Boyz、C AllStar、Mr.、RubberBand、Swing、野仔、糖兄妹

第二階段（2011年11月28日中午12時至12月9日中午12時）從最後五強中直接選出「我最喜愛的」獎項，結果於頒獎禮當日公佈。
- 我最喜愛的男歌手 最後五強：
  - 方大同、古巨基、周國賢、陳奕迅、張敬軒
- 我最喜愛的女歌手 最後五強：
  - 王菀之、何韻詩、容祖兒、楊千嬅、謝安琪
- 我最喜愛的組合 最後五強：
  - Boyz、C AllStar、Mr.、RubberBand、野仔

### 我最喜愛的歌曲投票
- 投票時間：2011年12月12日中午12時至12月23日中午12時
- 本年度之我最喜愛歌曲投票有別於往屆，往年是從所有上榜歌選出十強，今屆則以全年播放率最高的20首上榜歌作為20大候選歌曲。[4]另外今屆首次與騰訊微博合作，將由樂迷透過騰訊微博於本年度20大中選出我最喜愛的歌曲之最後五強，而最終結果將於頒獎禮現場由現場觀眾選出。

| 歌曲   | 歌手   | 歌曲                | 歌手      | 歌曲     | 歌手   | 歌曲           | 歌手   |
| ------ | ------ | ------------------- | --------- | -------- | ------ | -------------- | ------ |
| 年年   | 蔡卓妍 | Can't Bring Me Down | 黃貫中    | 六月飛霜 | 陳奕迅 | 我本人         | 吳雨霏 |
| 那些年 | 胡 夏  | Rising Star         | Dear Jane | 天河     | 李克勤 | 好不容易       | 方大同 |
| 那誰   | 蘇永康 | Take It             | 鍾舒漫    | 末日     | 王菀之 | 後援           | 周柏豪 |
| 苦瓜   | 陳奕迅 | 一再問究竟          | 梁漢文    | 由他去   | 官恩娜 | 唇印           | 薛凱琪 |
| 牆紙   | 容祖兒 | 十二月二十          | 謝安琪    | 因為你   | 方大同 | 陽光燦爛的日子 | 周國賢 |

## 得獎名單

### 歌曲獎項

#### 叱咤樂壇至尊歌曲大獎
- 好不容易
  - 主唱、作曲、填詞、編曲：方大同
  - 監製：方大同、Edward Chan、Charles Lee

#### 專業推介．叱十大
| 排名   | 歌曲                | 主唱   | 作曲          | 填詞   | 編曲                | 監製                |
| ------ | ------------------- | ------ | ------------- | ------ | ------------------- | ------------------- |
| 第二位 | 那些年              | 胡 夏  | 木村充利      | 九把刀 | 侯志堅              | 薛忠銘              |
| 第三位 | 六月飛霜            | 陳奕迅 | Kool G、舒 文 | 林 夕  | Kool G              | 舒 文               |
| 第四位 | Can't Bring Me Down | 黃貫中 | 黃貫中        | 黃貫中 | 黃貫中              | 黃貫中              |
| 第五位 | 牆紙                | 容祖兒 | 方大同        | 黃偉文 | Edward Chan、李一丁 | Edward Chan、李一丁 |
| 第六位 | 末日                | 王菀之 | 王菀之        | 黃偉文 | 馮翰銘              | 馮翰銘              |
| 第七位 | 天河                | 李克勤 | Eric Kwok     | 陳詠謙 | Eric Kwok           | Eric Kwok           |
| 第八位 | 那誰                | 蘇永康 | 頡 臣         | 黃偉文 | Johnny Yim          | 舒 文               |
| 第九位 | 我本人              | 吳雨霏 | 楊 淽         | 林 夕  | 陳 珀               | 梁榮駿              |
| 第十位 | 陽光燦爛的日子      | 周國賢 | 周國賢        | 林若寧 | 周國賢              | 周國賢、Goro        |

以下所有以粗體顯示的歌名，代表該歌曲為2011年叱咤903專業推介冠軍作品。

### 唱片獎項

#### 叱咤樂壇至尊唱片大獎
- 《15》
  - 歌手：方大同
  - 唱片監製：方大同、Edward Chan、Charles Lee
    - 上榜歌曲：無菇朋友、Take Me、張永成、自以為、因為你、好不容易
    - 演繹作品：Take Me

### 幕後獎項

#### 叱咤樂壇作曲人大獎
- 方大同
  - 上榜作品：無菇朋友、張永成、Take Me、自以為、除下吊帶前、小小螞蟻、好不容易、牆紙、因為你

#### 叱咤樂壇填詞人大獎
- 黃偉文
  - 上榜作品：別將音量收細、拋磚引玉、春去也、井、自然醒、最好的、Beautiful Day、13點、除下吊帶前、癡情司、那邊見、花千樹、牆紙、空港、苦瓜、那誰、末日

#### 叱咤樂壇編曲人大獎
- Eric Kwok
  - 上榜作品：洗澡、廢話少說、孔明燈、懶音哥、年年、天河

#### 叱咤樂壇監製大獎
- 舒文
  - 上榜作品：春去也、13點、澎湃、山口百惠、明天、戰場上的最後聖誕、花千樹、最後派對、那誰、空港、苦瓜、六月飛霜

### 歌手獎項

#### 叱咤樂壇生力軍
- 金獎：許廷鏗
  - 上榜歌曲：螞蟻、厭棄、出走
  - 演繹歌曲：螞蟻
- 銀獎：林欣彤
  - 上榜歌曲：洗澡、鳥籠
- 銅獎：鄭欣宜
  - 上榜歌曲：半份關心、配角、Make Me Cry

#### 叱咤樂壇男歌手
- 金獎：陳奕迅
  - 上榜歌曲：張氏情歌、看穿、苦瓜、六月飛霜、最後派對、神奇化妝師
  - 演繹歌曲：苦瓜
- 銀獎：方大同
  - 上榜歌曲：無菇朋友、Take Me、張永成、自以為、因為你、好不容易
- 銅獎：周柏豪
  - 上榜歌曲：黑、天光、後援、Smiley Face

#### 叱咤樂壇女歌手
- 金獎：容祖兒
  - 上榜歌曲：澎湃、13點、山口百惠、空港、花千樹、牆紙
  - 演繹歌曲：花千樹
- 銀獎：謝安琪
  - 上榜歌曲：十二月二十二、再見、十二月二十、你們的幸福
- 銅獎：何韻詩
  - 上榜歌曲：出走太平洋、青空、拋磚引玉、花花、In The End、癡情司

#### 叱咤樂壇組合
- 金獎：C AllStar
  - 上榜歌曲：我們的胡士托、新預言書、雨天沒有你、2013的約定、小確幸、樂天女孩
  - 演繹歌曲：Medley：命硬／花花／Let It Go／六月飛霜／我們的胡士托
- 銀獎：Mr.
  - 上榜歌曲：零時起哄、人一世物一世、Tonight Tonight、兩大無猜
- 銅獎：野仔
  - 上榜歌曲：Chok的故事（上集）、香港大廈、你知道我在台北等你嗎、閃著淚光、廢話會

#### 叱咤樂壇唱作人
- 金獎：方大同
  - 唱作作品：無菇朋友、張永成、Take Me、自以為、因為你、好不容易
  - 演繹歌曲：因為你
- 銀獎：周國賢
  - 唱作作品：覺醒字幕組、最終幕、初戀殘酷物語、登陸日、天馬行空、陽光燦爛的日子
- 銅獎：王菀之
  - 唱作作品：下次愛你、最好的、柳暗花明、末日、水百合

### 我最喜愛的獎項

#### 叱咤樂壇我最喜愛的歌曲大獎

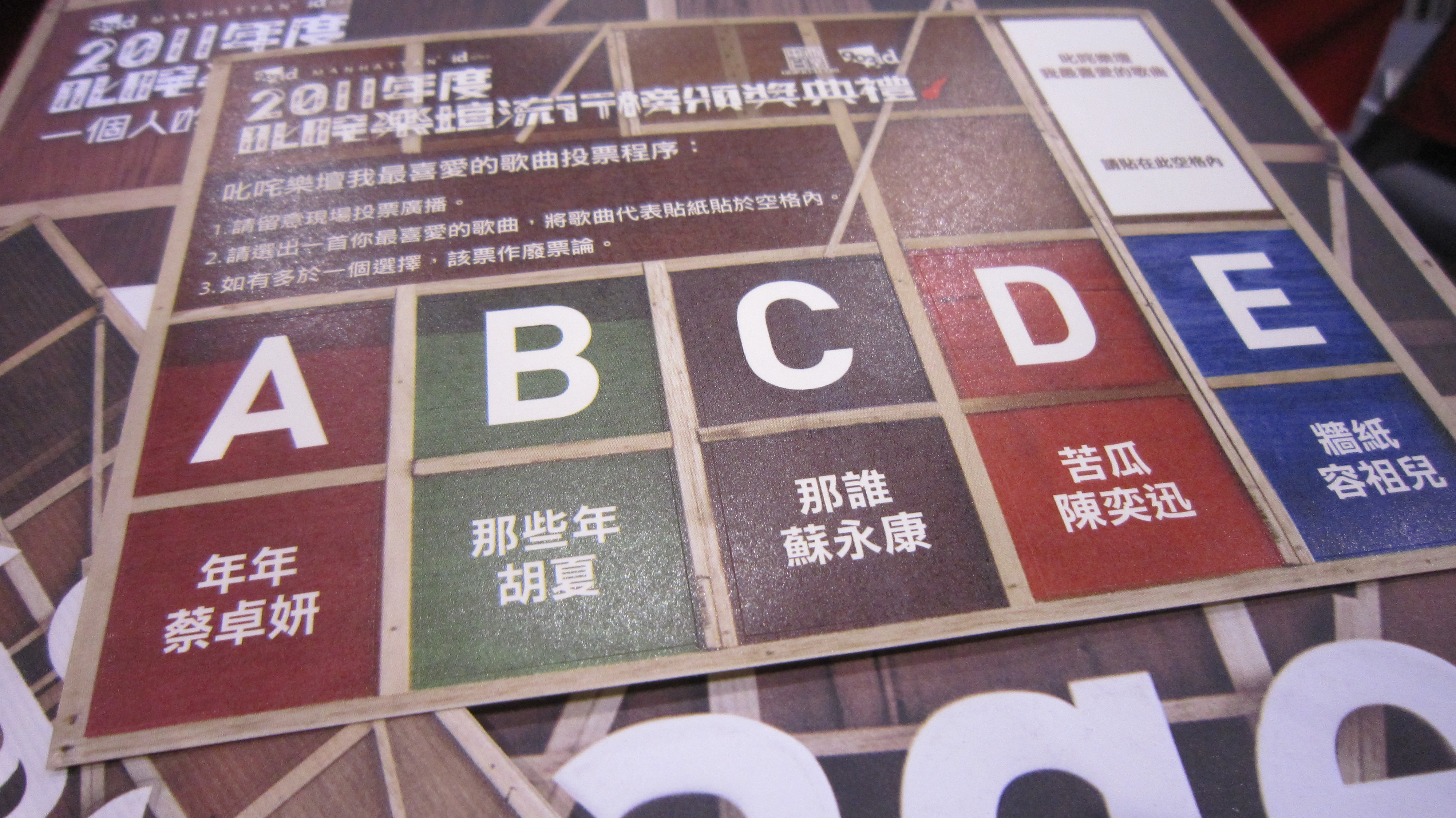
叱咤樂壇我最喜愛的歌曲的投票表格

- 那些年
  - 主唱：胡　夏
  - 作曲：木村充利
  - 填詞：九把刀
  - 編曲：侯志堅
  - 監製：薛忠銘

| 編號 | 歌曲   | 歌手   | 票數（A區） | 票數（B區） | 票數（C區） | 票數（D區） | 總票數 |
| ---- | ------ | ------ | ----------- | ----------- | ----------- | ----------- | ------ |
| A    | 年年   | 蔡卓妍 | 141         | 45          | 100         | 95          | 381    |
| B    | 那些年 | 胡 夏  | 617         | 501         | 356         | 485         | 1959   |
| C    | 那誰   | 蘇永康 | 495         | 511         | 436         | 453         | 1895   |
| D    | 苦瓜   | 陳奕迅 | 448         | 422         | 356         | 380         | 1606   |
| E    | 牆紙   | 容祖兒 | 140         | 112         | 124         | 112         | 488    |

#### 叱咤樂壇我最喜愛的男歌手
- 陳奕迅
  - 最後五強：方大同、古巨基、周國賢、陳奕迅、張敬軒

#### 叱咤樂壇我最喜愛的女歌手
- 楊千嬅[註 1]
  - 最後五強：王菀之、何韻詩、容祖兒、楊千嬅、謝安琪

#### 叱咤樂壇我最喜愛的組合
- C AllStar
  - 最後五強：Boyz、C AllStar、Mr.、RubberBand、野仔

## 批評
今屆頒獎禮改變機制，全年播放率最高的20首上榜歌自動成為我最喜愛歌曲的候選名單，變相預告「叱咤十大」獎項。機制的改變令很多歌手失去角逐機會，其中包括何韻詩的《癡情司》，她在網上留言：「即係話呢20首以外的歌手就不用去參加啦，都肯定沒有十大了……我冇鄧（戥）自己唔抵wor，我鄧（戥）大家悲哀咋嘛，哈哈。」最後她獲得女歌手銅獎並上台領獎。